# Imentèt
Imentèt est une déesse de la mythologie égyptienne assez peu connue. Elle est la déesse de l'Occident, d'où son nom « l'Occident » au féminin. Son attribut est un oiseau perché sur un signe hiéroglyphique sur sa tête. Imentèt est le côté charmant de la mort, ainsi on la représente belle et souriante, accueillant le défunt. Hathor la remplaça très vite dans son rôle.

## Représentation

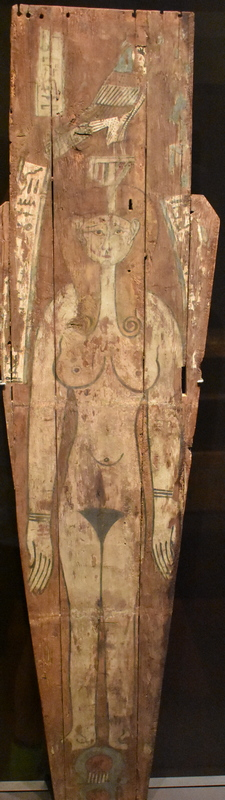
Musée archéologique de Madridn° inventaire 2002/70/1Datation : 305-30 de notre èreHauteur = 179 cm ; largeur = 46 cm ; épaisseur = 2 cmLieu d'origine Ehnasya el-Medina, Héracléopolis Magna, Égypte

Sur un fragment de cercueil correspondant à l'intérieur de la base du sarcophage de la momie, on peut voir une représentation de la déesse Imentèt, en allusion claire à la nécropole et au lieu où les défunts avaient leur demeure dans l'éternité.
Elle est nue, les bras pendants, coiffée d'une perruque « hathorique » couronnée du signe qui représente son nom : un faucon sur un perchoir.
Sur la face extérieure, à gauche, au-dessous d'une plume représentant la déesse Maât, apparaît une ligne d'inscription verticale très détériorée, avec le nom du défunt partiellement effacé, et sur une autre ligne à droite, les inscriptions relatant les formules d'offrandes habituelles dans lesquelles les dieux Osiris, Isis et Anubis sont mentionnés sous le nom de Nen-nesou (Nn-nsw) (nom égyptien d'Héracléopolis Magna) — lieu d'où proviennent le fragment de sarcophage —, et dans lesquelles ils demandent de la nourriture et cadeaux pour les défunts dans l'Au-delà.